# I Wanna Be
"I Wanna Be" é o nome o single promocional do primeiro álbum Admirável Chip Novo, da cantora brasileira Pitty, lançado somente na internet, acompanhado de um videoclipe.

## Música
Nesta música, Pitty fala da superficialidade das relações humanas. A compositora mostra ainda um desejo intenso de fugir disso, pedindo para ser internada no paraíso e mostrando estar cansada de ser rodeada por pessoas falsas. No refrão I wanna be away from here quando essa bomba explodir, Pitty manifesta a vontade de estar longe de tudo isso quando a realidade vier à tona.

## Videoclipe
A canção ganhou também um videoclipe ao vivo, que foi lançado apenas na internet.